# Euselates
Euselates är ett släkte av skalbaggar. Euselates ingår i familjen Cetoniidae.

## Dottertaxa tillEuselates, i alfabetisk ordning[1]
- Euselates adspersa
- Euselates antennata
- Euselates argodi
- Euselates bojakana
- Euselates cineracea
- Euselates conspersa
- Euselates delponti
- Euselates dissimilis
- Euselates fairmairei
- Euselates furcata
- Euselates goryi
- Euselates haeckelsehnali
- Euselates jansoni
- Euselates katsurai
- Euselates kudrnaorum
- Euselates laotica
- Euselates machatschkei
- Euselates magna
- Euselates makovskyi
- Euselates moupinensis
- Euselates neglecta
- Euselates ornata
- Euselates perraudieri
- Euselates perroti
- Euselates proxima
- Euselates pulchella
- Euselates quadrilineata
- Euselates rufipes
- Euselates rugosicollis
- Euselates sanguinosa
- Euselates scenica
- Euselates schoenfeldti
- Euselates setipes
- Euselates stictica
- Euselates strasseni
- Euselates stricticollis
- Euselates tonkinensis
- Euselates trifasciata
- Euselates whiteheadi
- Euselates virgata
- Euselates vitticollis
- Euselates wittmeri
- Euselates vouauxi